# Simbi Andezo
Simbi Andezo, auch kurz Simbi, Simbe oder Simba genannt, ist ein bedeutender männlicher Loa (religiöses Geistwesen) im afrikanischen und haitianischen Voodoo.

## Bedeutung
Er gilt als Schutzgeist der Brunnen und Sümpfe und wird allgemein mit Wasser in Verbindung gebracht. Rituale zur Verehrung Simbi Andezos finden für gewöhnlich in der Nähe von Quellen statt.

## Aspekte der Verehrung
Simbi Andezo (kreolisch für „Geist der beiden Wasser“) wird unter zwei verschiedenen Aspekten verehrt. In beiden Aspekten soll er als lange, schlanke Schlange erscheinen. Als geeignete Opfer gelten Zuckerrohrschnaps, bei Gewitter gesammeltes Regenwasser, grüne Kerzen und Bänder und Schlangenhäute.

### Im Rada-Kult
Als wohltätiger Geist (Rada-Loa; wörtlich „Lichtgeist“) soll er für Süßwasser, das er auch bewohnen und in dessen Nähe er sich stets aufhalten soll, zuständig sein. In der wohltätigen Form soll er an Flüsse und Quellen, von denen er sich nicht weit entfernen kann, gebunden sein. Insbesondere hellhäutige Kinder sollen Gefahr laufen, beim Wasserholen entführt und wenige Jahre lang unter Wasser zur Arbeit für Simbi herangezogen zu werden. Dafür sollen sie von ihm mit Hellsichtigkeit entschädigt werden.

### Im Petro-Kult
In seiner zerstörerischen Form (Loa in der Nachon Petro) ist er der höchste spirituelle Wächter der Küsten und gilt als grausam, wenn er von seinen Anhängern vernachlässigt wird. Er wird in dieser Form als Mitglied der Armee des Petro-Loa Ogoun angesehen und kann gehen, wohin er wünscht. Andere Voodoogläubige rechnen ihn nicht Ogoun, sondern dem Gefolge des gleichfalls destruktiven Loa Kalfu zu.

## Weitere Loa der Simbi-Familie
Insgesamt werden 27 Loa unter dem Namen Simbi verehrt, unter ihnen Simbi Anpaka, Simbi Makaya, Simbi Dlo und Simbi Ganga. Allen ist gemeinsam, dass ihr Kult aus dem Sprachraum Kikongo in Zentralafrika stammt. Das Geistwesen Gran Simba gilt als höchster Loa der Simbi-Familie.